# 反天皇制運動聯絡會

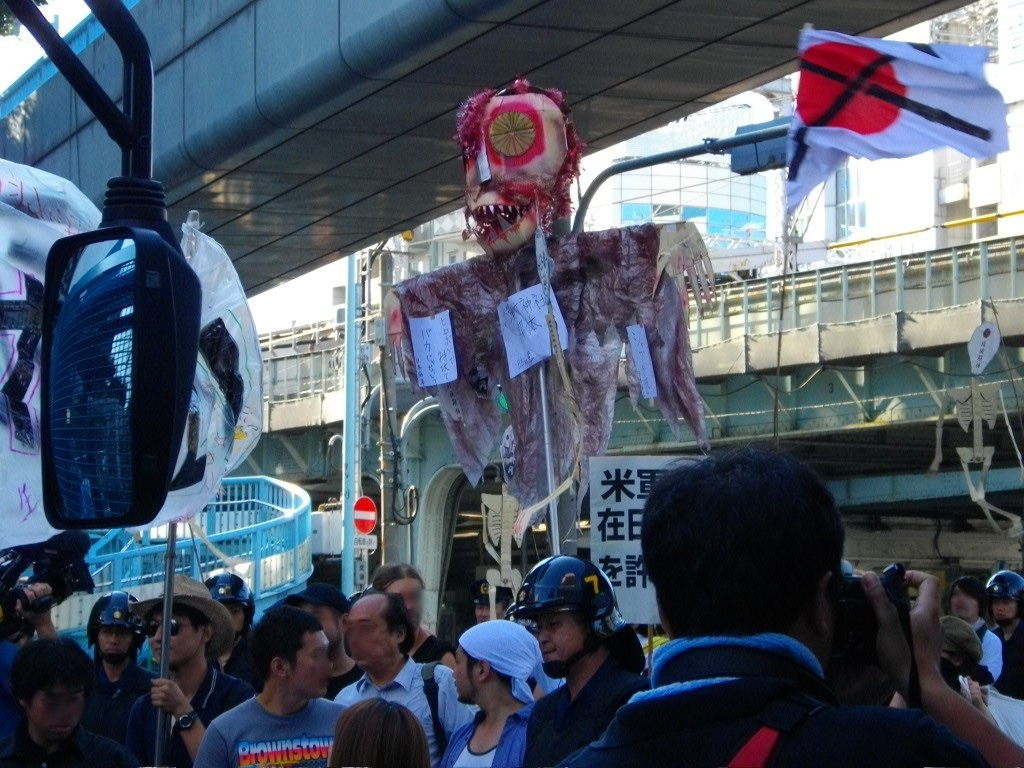
反天聯的集會

反天皇制運動聯絡會（日语：／ hantennō undō renrakukai），簡稱反天聯，是日本的一個新左翼的共產主義團體。這個團體以反天皇制為目的，主張反對天皇、旭日旗、君之代和靖國神社。
此組織於1984年在菅孝行倡導下成立。

## 相關組織
- 日本革命的共產主義者同盟
- 統一共產同盟

## 外部連結
- 反天皇制運動聯絡會（页面存档备份，存于）